# Callionymus erythraeus
Callionymus erythraeus är en fiskart som beskrevs av Ninni, 1934. Callionymus erythraeus ingår i släktet Callionymus och familjen sjökocksfiskar. Inga underarter finns listade.